# Clistopyga nigrifrons
Clistopyga nigrifrons är en stekelart som beskrevs av Joseph Augustine Cushman 1921. Clistopyga nigrifrons ingår i släktet Clistopyga och familjen brokparasitsteklar. Inga underarter finns listade i Catalogue of Life.